# Mosaico de la Gran Caza
El Mosaico de la Gran Caza es el más extenso mosaico de la Villa romana del Casale de Piazza Armerina en Sicilia (Italia). Decora el suelo del largo pasillo (66m de largo y 5m de ancho) que separa la zona privada de la villa de la pública. El corredor termina por ambos lados en dos ábsides y de un lado se encuentran los aposentos de los dueños y del otro el peristilo. Mediante el estudio de los niveles estratigráficos el mosaico ha sido datado entre los años 320 al 330.
A pesar de su nombre, de la Gran Caza, en el mosaico no se representa una escena de caza propiamente dicha sino una gran batida para la captura en vivo de animales salvajes destinados a los juegos en el anfiteatro. Ningún animal de la composición se representa abatido y los cazadores solo hacen uso de sus armas para defenderse.

## Técnica

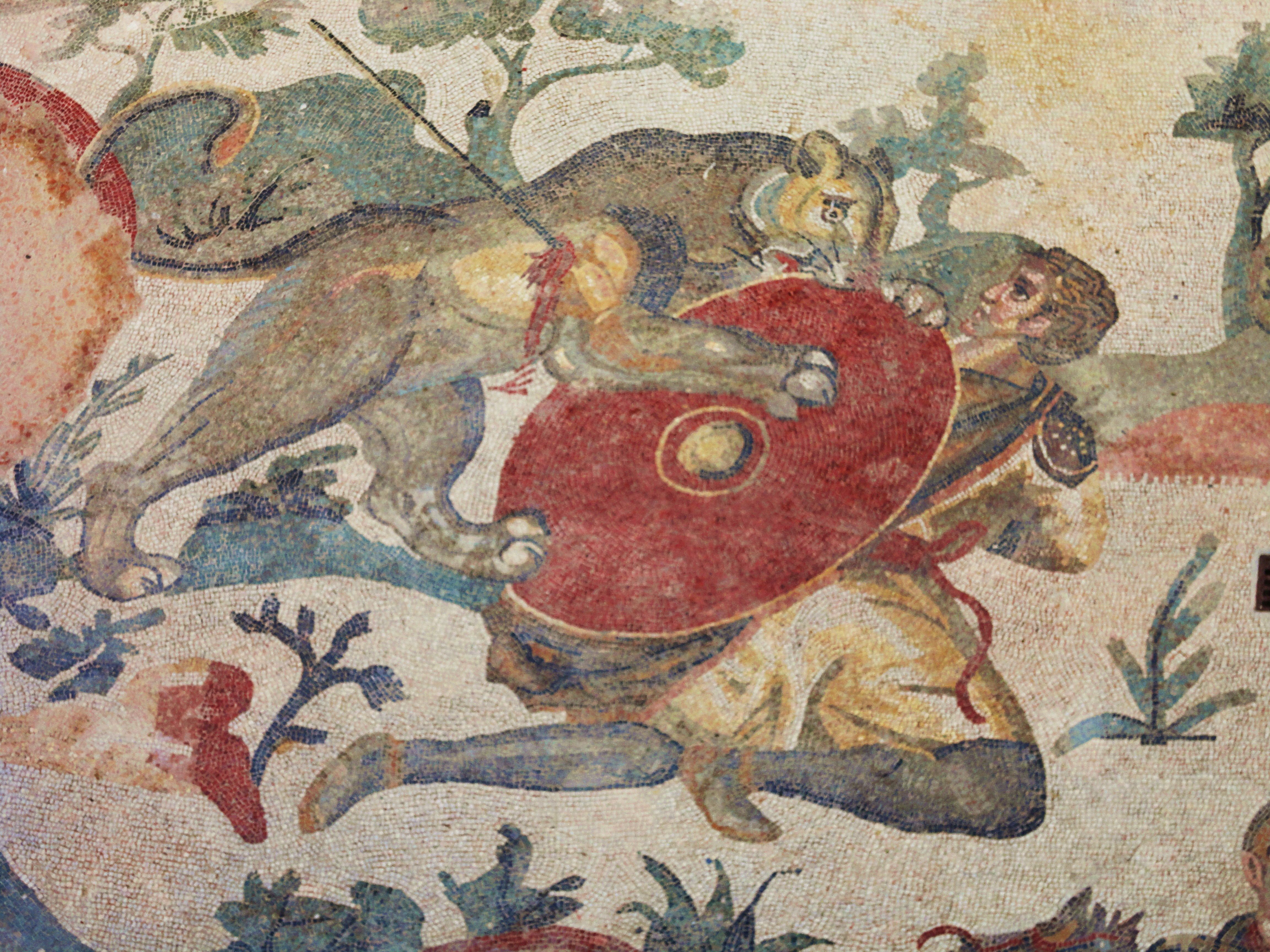
Detalle

El estudio de las características técnicas junto a una evidente división del mosaico apreciable a simple vista, han llevado a la conclusión de que al menos dos maestros artesanos diferentes han participado en su elaboración.
- La primera escena está realizada con teselas cuadradas muy regulares, de pequeñas dimensiones (5-6mm) y con cierto nivel de acabado fayenza. También se utilizaron algunas fichas pétreas y hay alrededor de 25 colores diferentes.
- El resto de la escena, situada en la mitad sur del pasillo, está realizada con teselas un poco más grandes (6-8mm), un mayor número de fichas pétreas y menor precisión en el detalle reduciéndose la gama de colores a unos 15.

La diferencia de estilos entre las dos partes del corredor es  sin duda muy evidente. Mientras que en la mitad sur las figuras son pequeñas, esquemáticas y sin volumen, en la norte destacan por su representación plástica y naturalista de los cuerpos de los animales y el volumen y realismo de los ropajes de las personas en movimiento. Es posible que la zona sur del pasillo sea obra de un maestro artesano más conservador, fiel a los cánones estilísticos del siglo III y a los modelos del lenguaje figurativo occidental y en la norte habría trabajado un maestro más innovador y más cercano a la escultura figurativa del siglo IV que habría sido influenciado por modelos elaborados en Grecia o Asia Menor aún fieles a la tradición helenística.

## Descripción de la escena

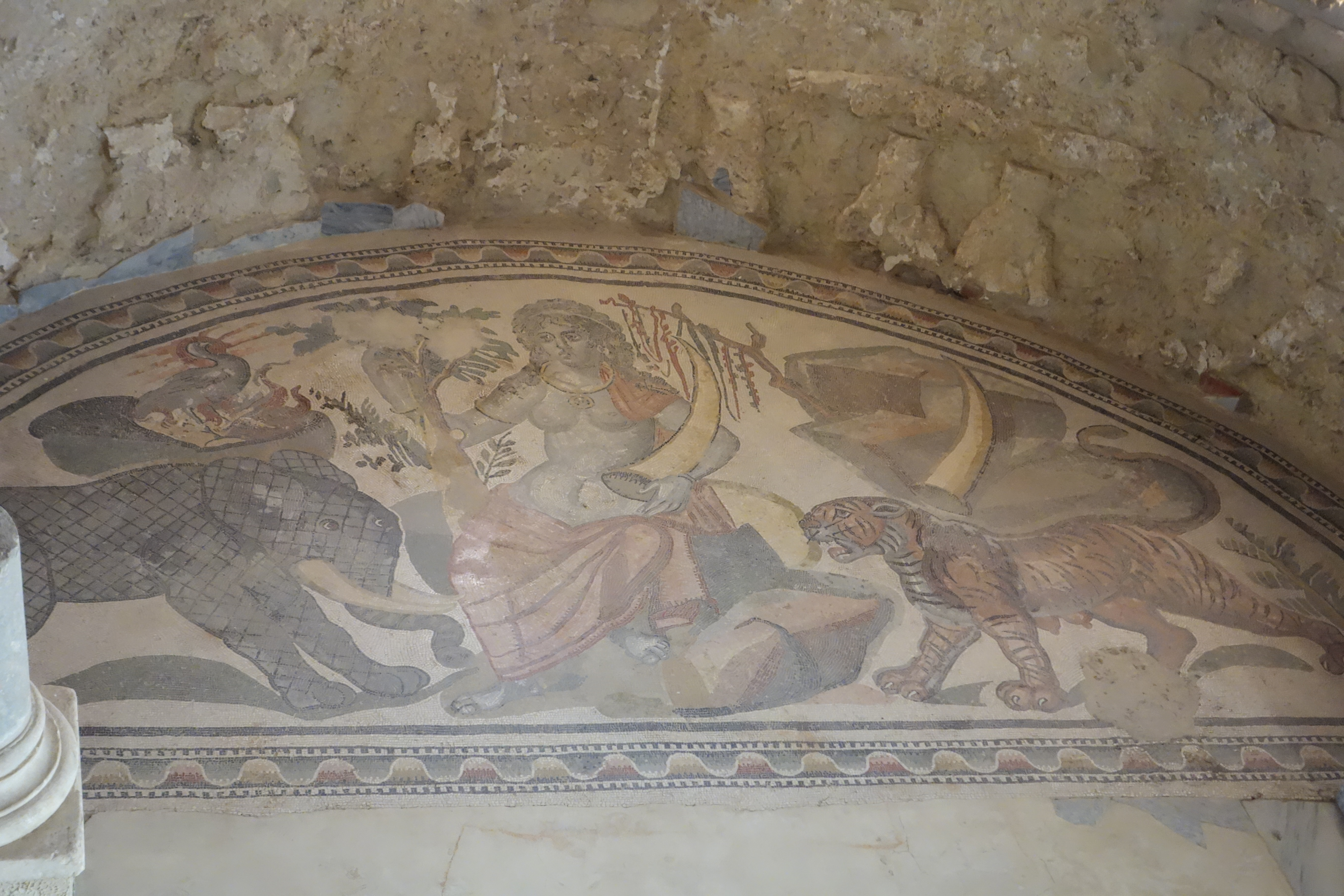
Representación personificada de Egipto según unas teorías o de Asia o India según otras

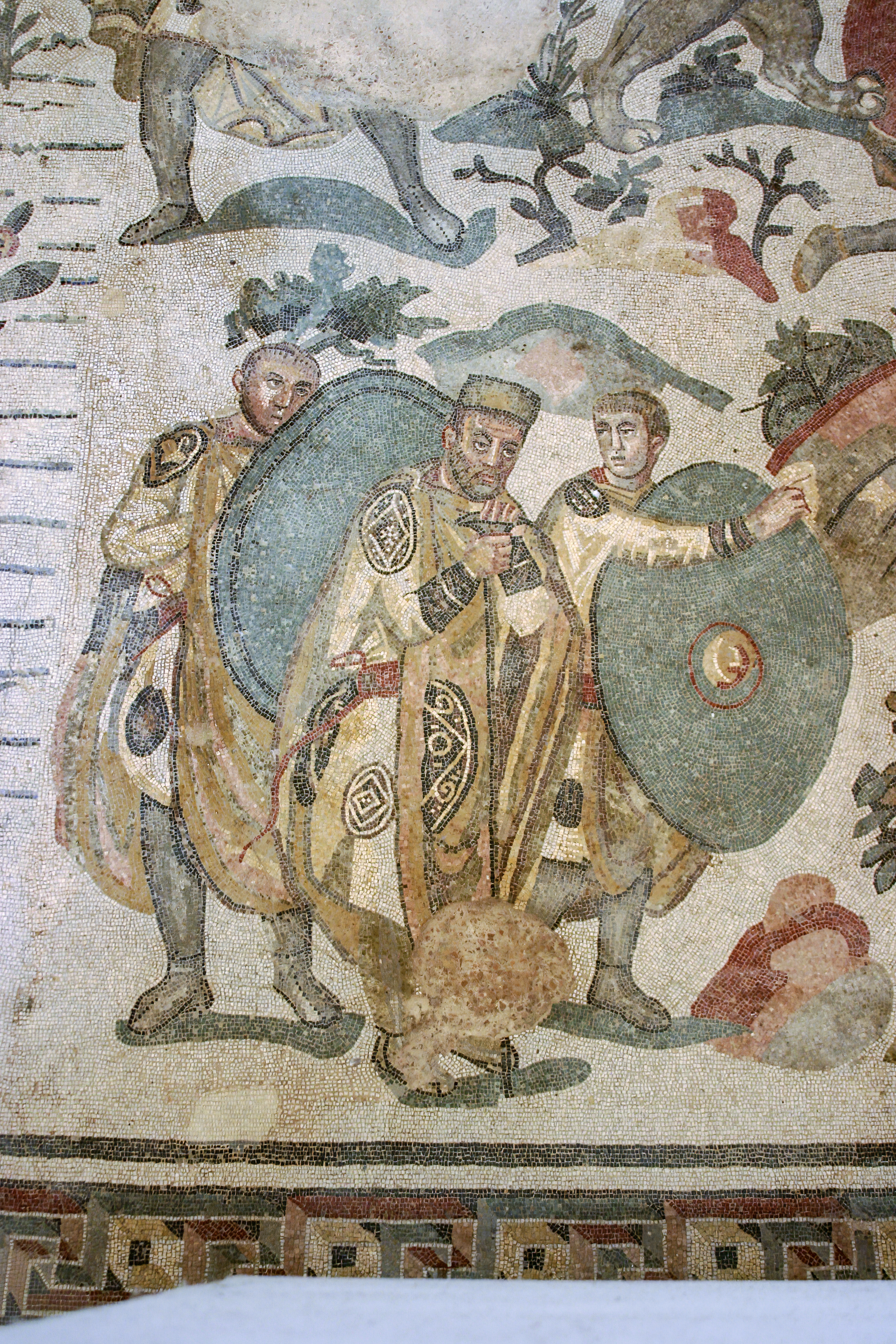
Posible representación del propietario cuyo oficio sería el de la trata de fieras.

En ambos ábsides están representadas sendas figuras femeninas. En el ábside norte, muy deteriorado, la mujer sujeta con la mano derecha una lanza y está acompañada por un león de un lado y un leopardo del otro. Se trata quizás de la personificación de Mauritania o más genéricamente de África. En la figura femenina del lado sur su piel es de color oliva y la presencia de un elefante de orejas pequeñas, un tigre y un fénix, hace pensar en que se trata de la representación de Egipto o del África Oriental en general. Otros investigadores mantienen que esta mujer representaría a Asia o tal vez la India como prueban los formidines, unas cuerdas rojas que aparecen colgadas de las ramas y usadas tradicionalmente por cazadores de la India para la captura de los tigres.  
El resto de decoración del corredor está organizada en tres franjas: Las dos de los extremos que contienen las escenas de la capturas propiamente dichas y que se encuentran  limitadas dentro de confines geográficos bien precisos y la franja central, donde se representa el transporte de los animales y una zona marítima en la que pueden verse varios buques de carga. Las figuras femeninas de los ábsides serían entonces la personificación de los lugares donde los animales fueron capturados.
En resumen, el mosaico nos muestra el proceso que se seguía para proveer de animales los espectáculos con fieras que tan de moda estuvieron durante largo tiempo. La representación incluye el método de captura usado con cada animal, los distintos continentes a donde se acudía por ellos y su modo de transporte por tierra y mar hasta que llegaban a manos de un "Dux de provincia" quienes eran los encargados últimos de procurar las bestias para los circos. Incluso se cree que el propietario desempeñaba esta función y que se trate probablemente del hombre maduro representado entre dos soldados el cual parece supervisar la cacería.

## Estilo
En lo que se refiere al estilo, el mosaico de la Gran Caza se encuadra perfectamente dentro de la corriente artística del siglo IV encontrándonos con una serie de formas de expresión que recuerdan a las que se pueden ver en el Arco de Constantino en Roma y su cuidada decoración, la atención al detalle y el vivo cromatismo aportan ya indicios de lo que será el Arte bizantino. 

## Galería

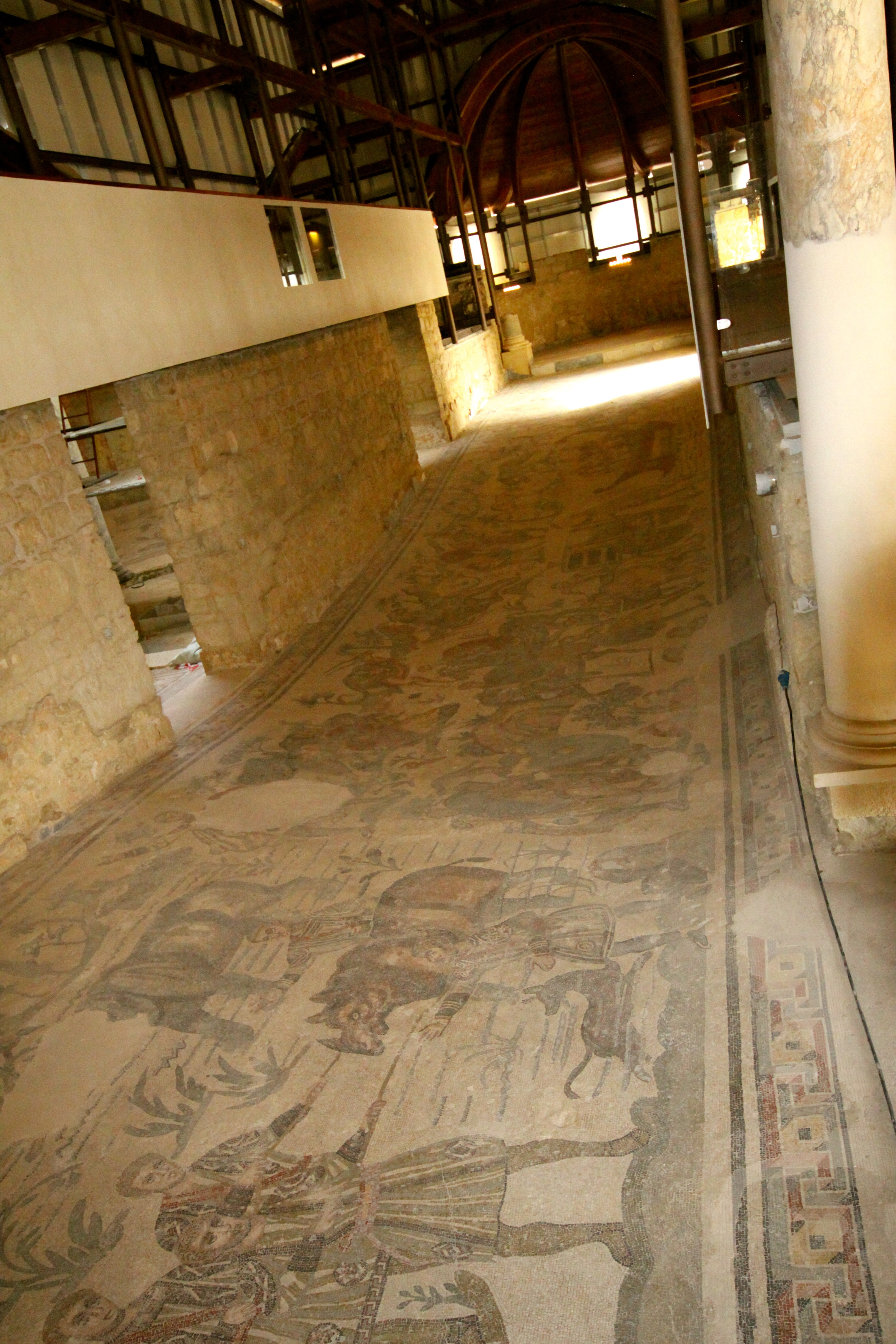
Vista general
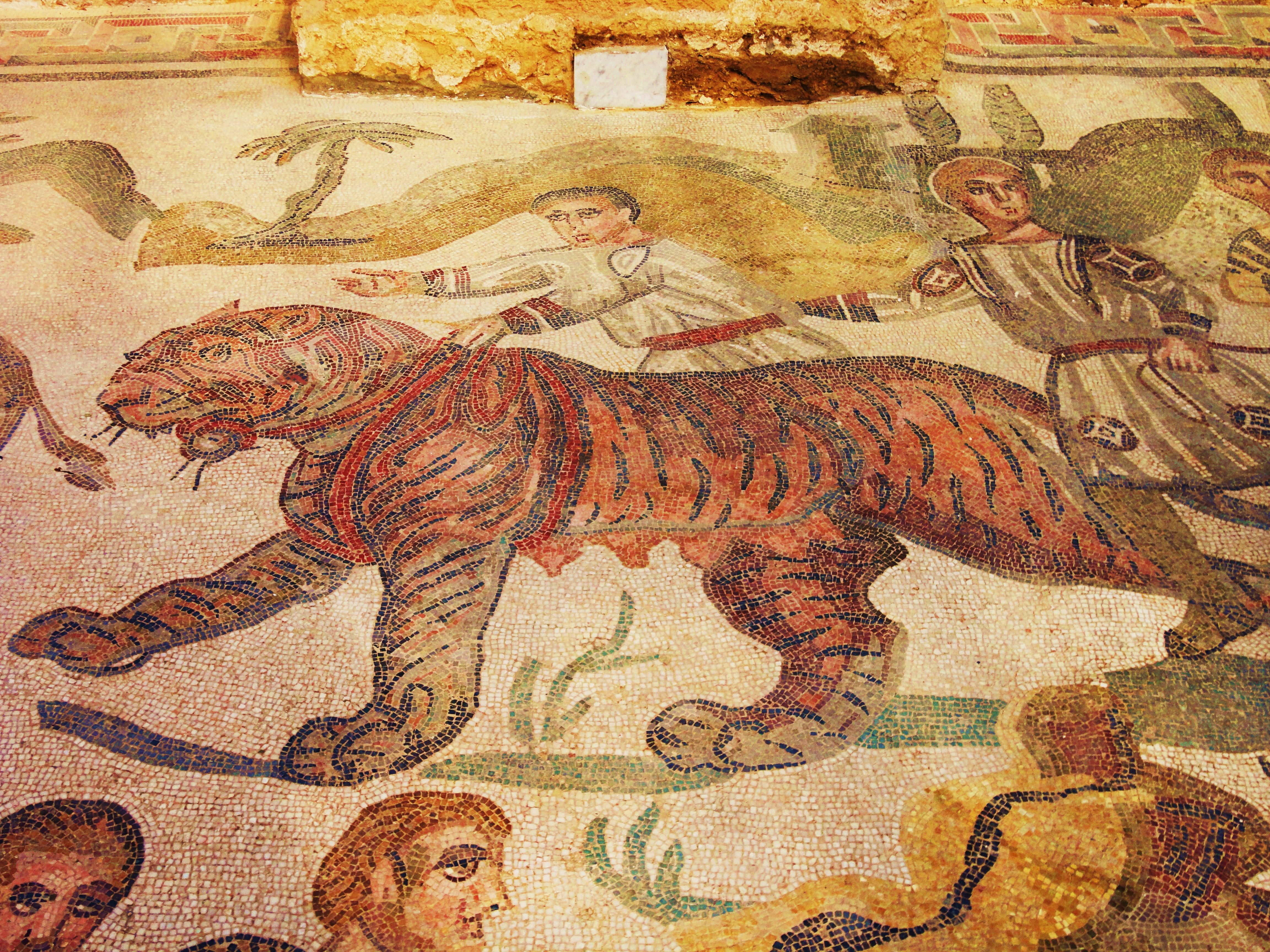
Captura de un tigre
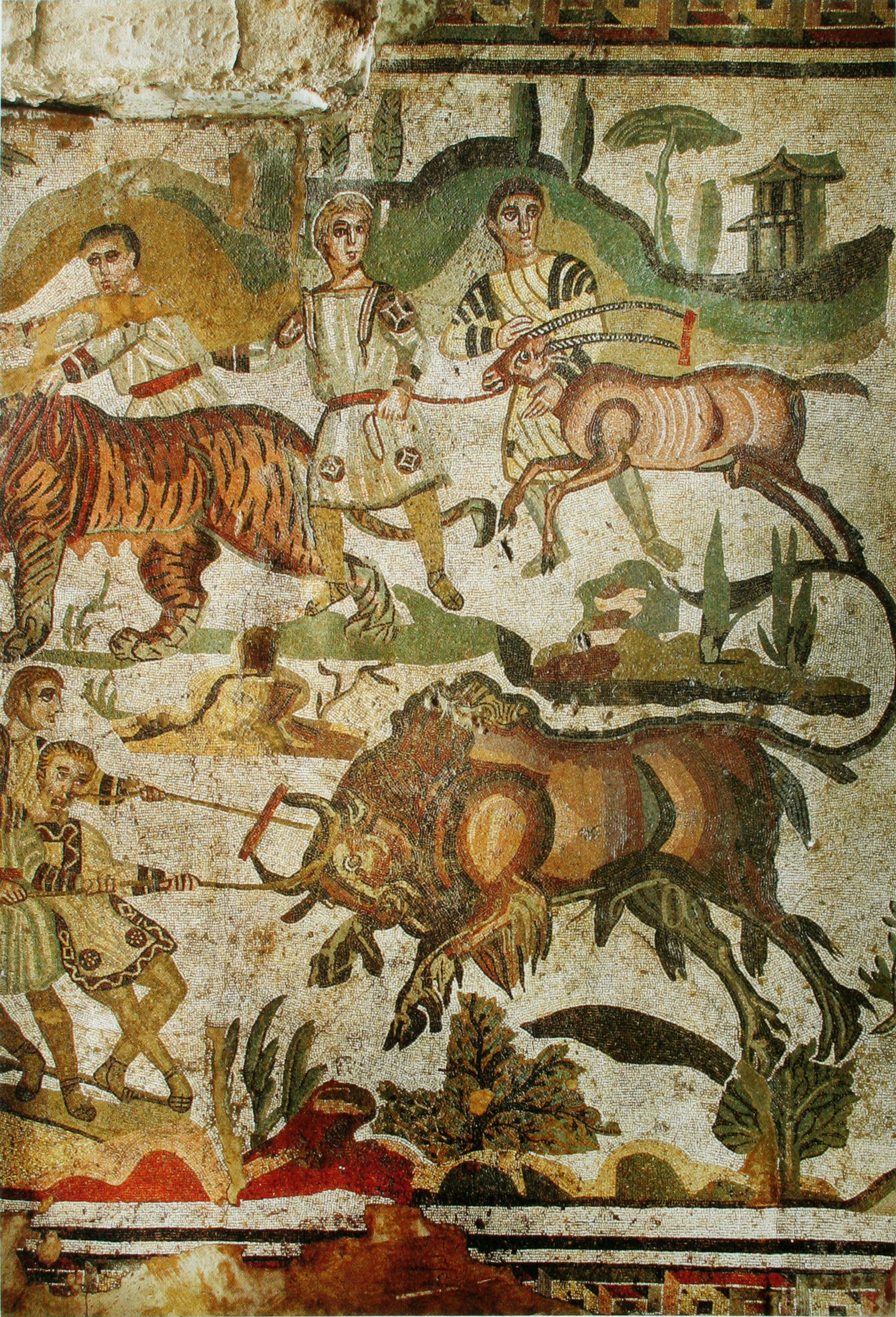
Captura de un uro
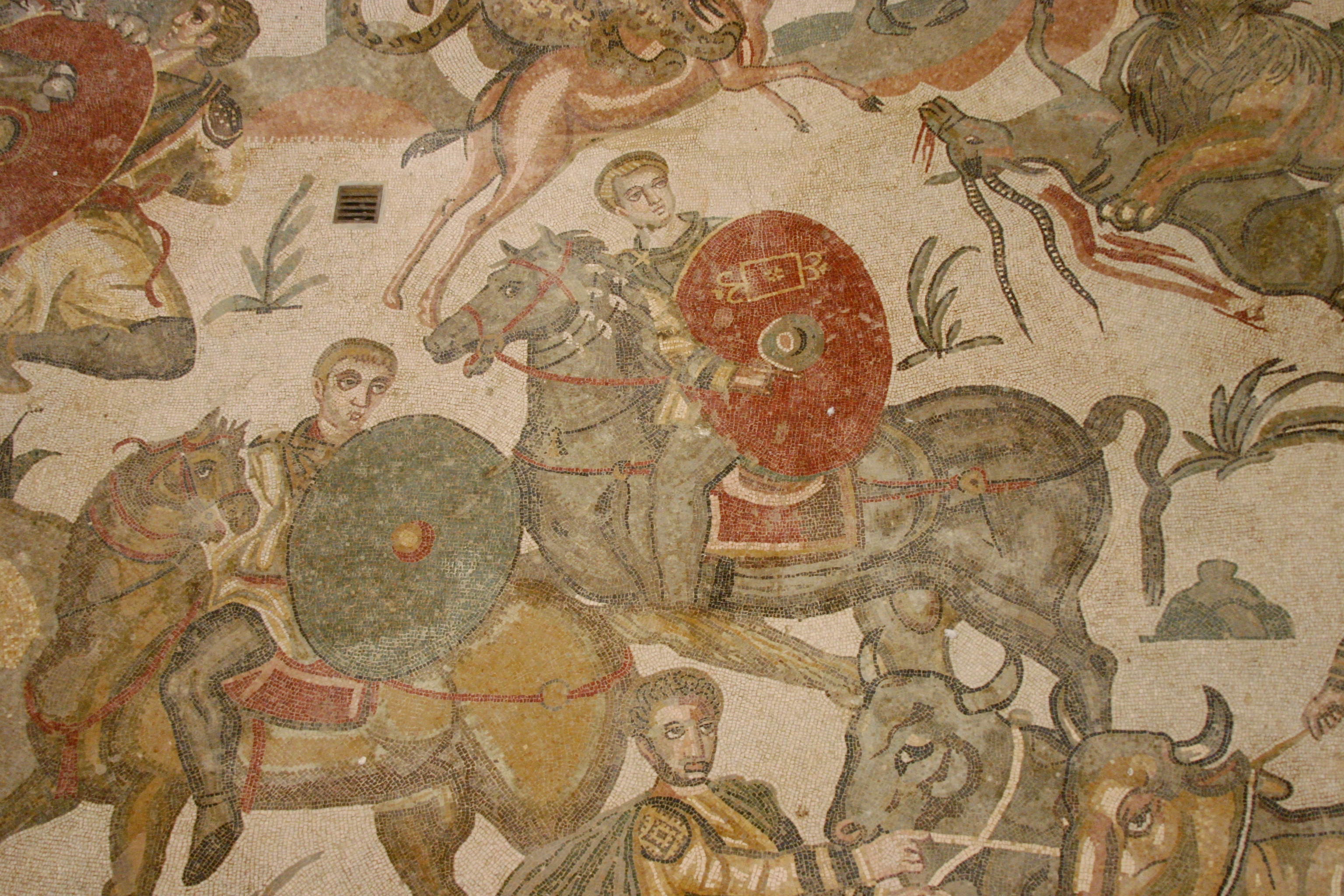
Cazadores a caballo
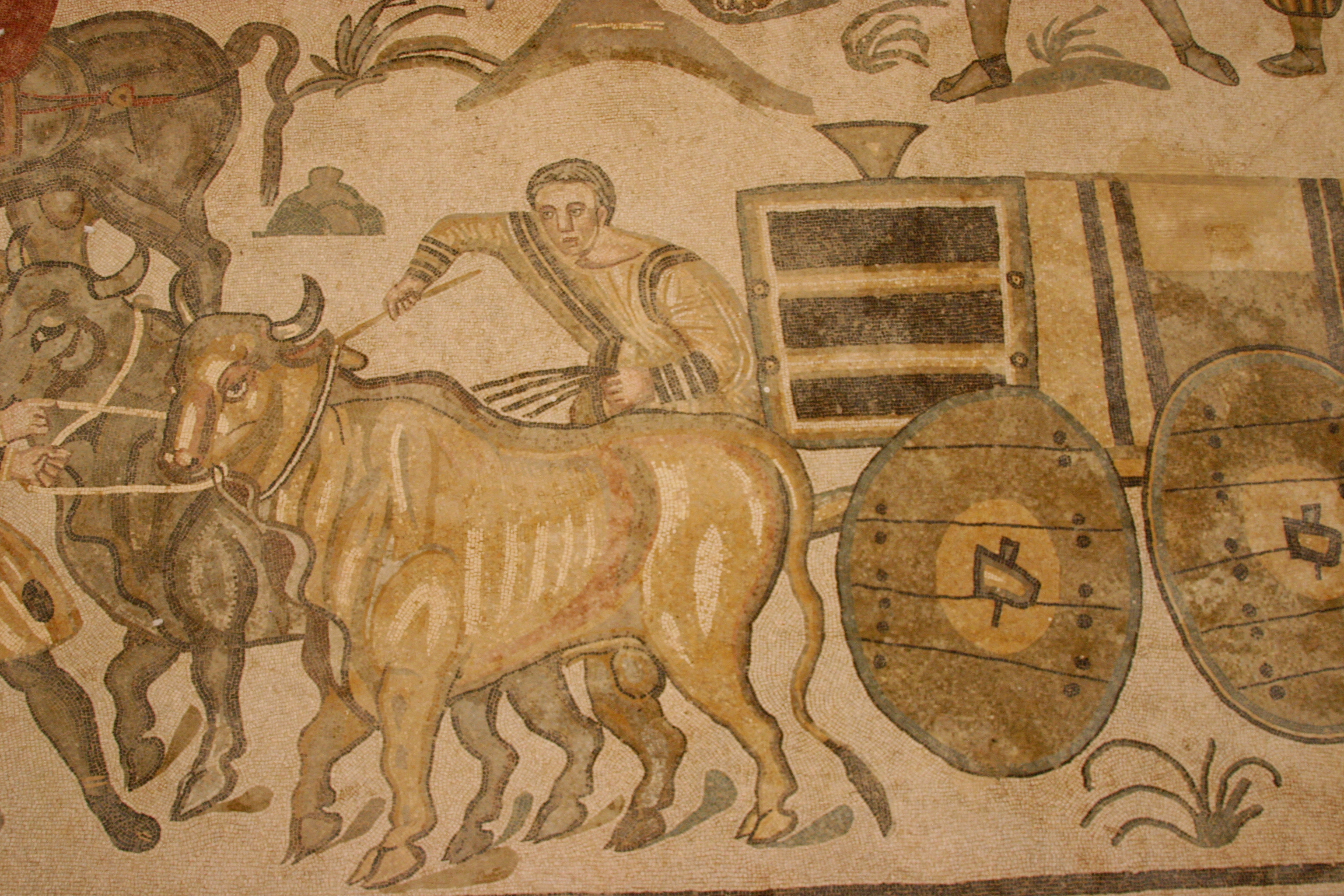
Transporte de los animales hasta los barcos
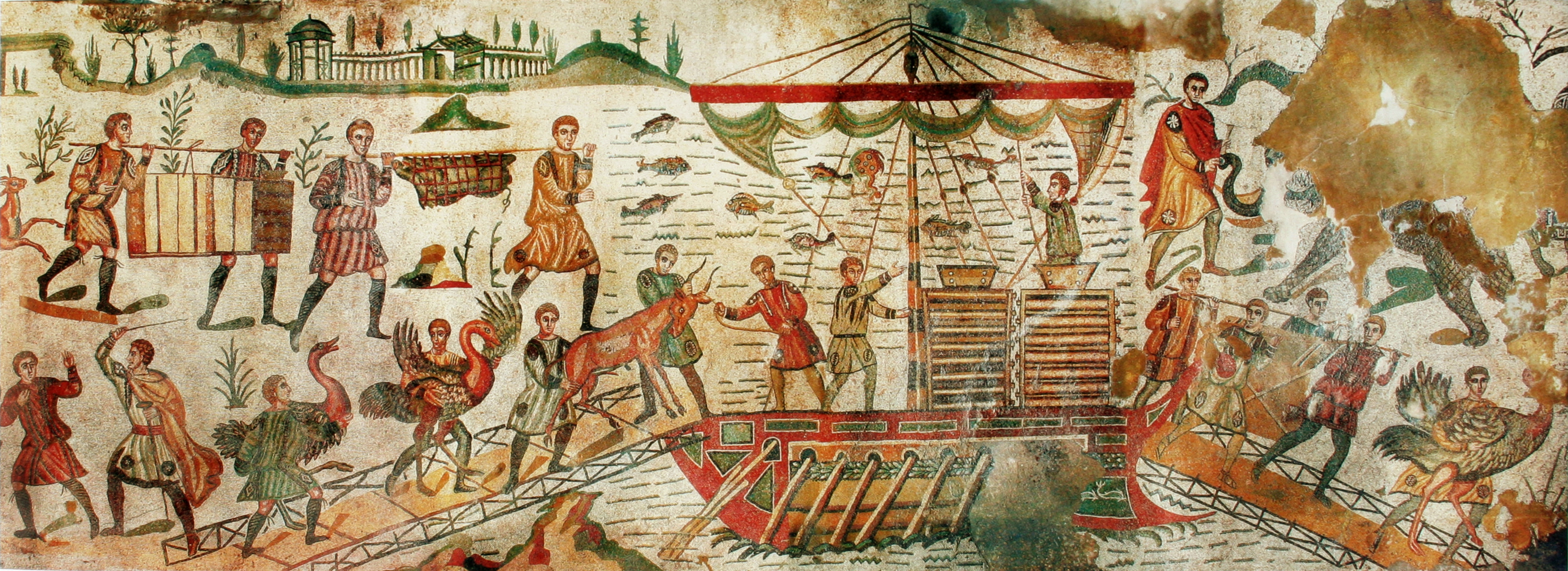
Carga en los barcos